# Desierto de Tengger

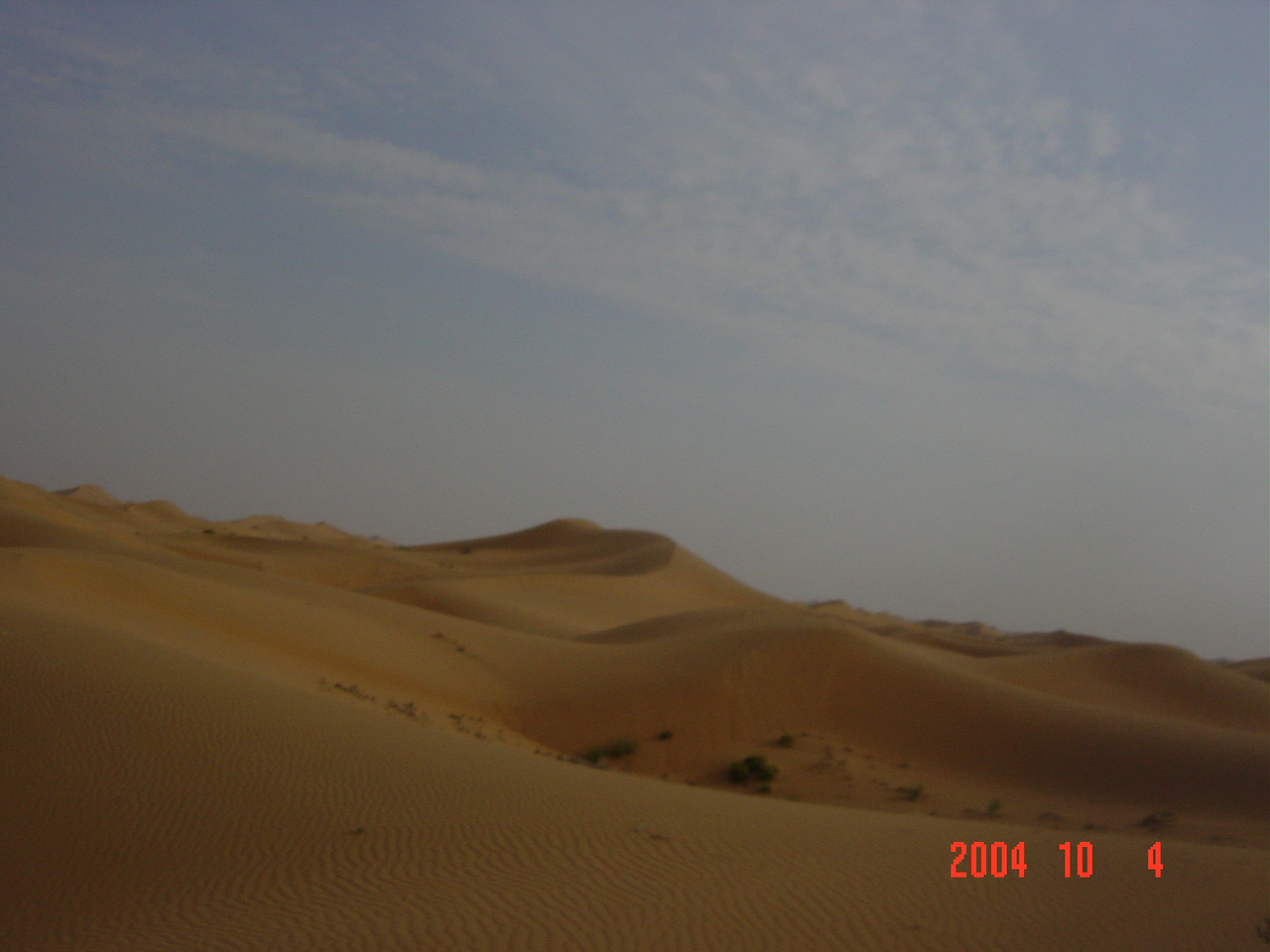
Otra vista del desierto de Tengger

El desierto de Tengger (en mongol: Тэнгэр элс, literalmente, desierto celeste; en chino simplificado, 腾格里沙漠; pinyin, Ténggélǐ Shāmò) es un desierto de China que cubre un área de 36 700 km², en su mayor parte en el territorio de la Liga Alxa en la Región Autónoma de Mongolia Interior.
En este gran desierto de arena dorada se levanta una alta duna de decenas de metros de alto que ofrece una característica muy especial: como resultado de algún viento o del movimiento humano, la duna produce una resonancia de sonido similar a una campana .
La estación de investigación experimental Shapotou estudia la progresión y los métodos para la estabilización de las dunas de arena. Algunas áreas estabilizadas en los años 1950 se utilizan ahora para el cultivo de frutas y vino.